# Colton Dowell
Colton Davis Dowell (Lebanon, 19 aprile 1999) è un giocatore di football americano statunitense che milita nel ruolo di wide receiver per i Tennessee Titans della National Football League (NFL).

## Carriera

### Tennessee Titans
Al college Dowell giocò a football alla University of Tennessee at Martin. Fu scelto nel corso del settimo giro (228ª scelta assoluta) del Draft NFL 2023 dai Tennessee Titans. Debuttò come professionista subentrando nella gara del quarto turno contro i Cincinnati Bengals. Nel penultimo turno contro gli Houston Texans si ruppe il legamento crociato anteriore e un menisco, chiudendo la sua prima stagione con 10 presenze.